# Varela (apellido)
El apellido Varela es originario de Galicia (España).

## Origen
El primero en portar el apellido fue don Payo (o Pelayo) Varela, quien se estableció en las proximidades de Santiago de Compostela, Galicia, donde fundó una casa y un solar. Según las genealogías, don Payo era biznieto de don Vela, hijo del rey Ramiro I de Aragón y la reina Ermesenda de Bigorra. Este asentamiento marcó el inicio de la propagación del linaje en la región. El escritor Pedro de Gracia Dei dejó constancia de este origen en un verso:

Los Varela, muy nombrados, tienen por fama y blasón ser parientes allegados de los reyes de Aragón.
Pedro de Gracia Dei

## Etimología
A pesar de la documentación sobre la procedencia del apellido, su significado exacto sigue siendo incierto. Según el Consejo Superior de Investigaciones Científicas (CSIC), la etimología podría estar relacionada con las palabras gallegas varillas o varrelas, aunque su interpretación exacta no está clara. Por otro lado, el escritor Gonzalo Navaza plantea un posible origen toponímico, derivado del diminutivo latino valĕlla, que significa ‘pequeño valle’. En contraste, Méndez Ferrín propone un origen lexical:

En latín existe el adjetivo “vaus-a-um”, que significa “zambo”, cojo, patizambo, o mal dispuesto de pies o piernas en personas y animales. Al colocarse en femenino, como es habitual en los apodos (prosma, cotra, baldroga…), y con el diminutivo -ela, se tendría Varela, que se interpretaría como “persona mal asentada de pies o manos”.
Xosé Luís Méndez Ferrín

## Expansión
A pesar de los esfuerzos de castellanización llevados a cabo durante el siglo XVI, algunos apellidos gallegos lograron conservar su forma original sin modificaciones. Uno de ellos es Varela, del cual no se documenta ninguna traducción directa al castellano.
La expansión del apellido Varela está estrechamente relacionada con los movimientos migratorios de Galicia hacia América Latina. Durante los siglos XIX y XX, la emigración masiva de gallegos a países como Cuba, Argentina, México, Uruguay, Brasil y Venezuela contribuyó a la difusión de este apellido, que se volvió común en estas naciones.

## Frecuencia y distribución en Galicia
Actualmente, Varela ocupa el puesto 18.º entre los apellidos más frecuentes en Galicia, según un estudio publicado el 1 de enero de 2023 realizado por el Instituto Gallego de Estadística (IGE). Unos 19 179 habitantes lo llevan como primer apellido (7,10 %) y 19 493 como segundo apellido (7,22 %). En total, 38 672 personas lo portan indistintamente (14,33 %), con una edad media de 49,8 años.

### Concentración porcentual
Los municipios con mayor concentración porcentual de este apellido son (solo aquellos con índices superiores al 100 % al sumar ambos sexos):
- Malpica de Bergantiños: 689 personas (130,91 %).
- Toques: 132 personas (122,79 %).
- Puenteceso: 569 personas (105,55 %).

### Distribución por población
En términos absolutos, las localidades con mayor número de personas que portan el apellido son (solo aquellas con más de 1 000 habitantes):
- La Coruña: 4 833 personas (19,54 %).
- Lugo: 2 258 personas (23 %).
- Carballo: 2 169 personas (69,09 %).
- Vigo: 1 981 personas (6,72 %).
- Santiago de Compostela: 1 730 personas (17,53 %).
- Arteijo: 1 221 personas (36,44 %).
- Orense: 1 035 personas (9,93 %).